# Chiril Gaburici
Chiril Gaburici (n. 23 noiembrie 1976) este un economist, om de afaceri și politician din Republica Moldova, care între 18 februarie și 22 iunie 2015 a îndeplinit funcția de prim-ministru al Republicii Moldova.

## Biografie

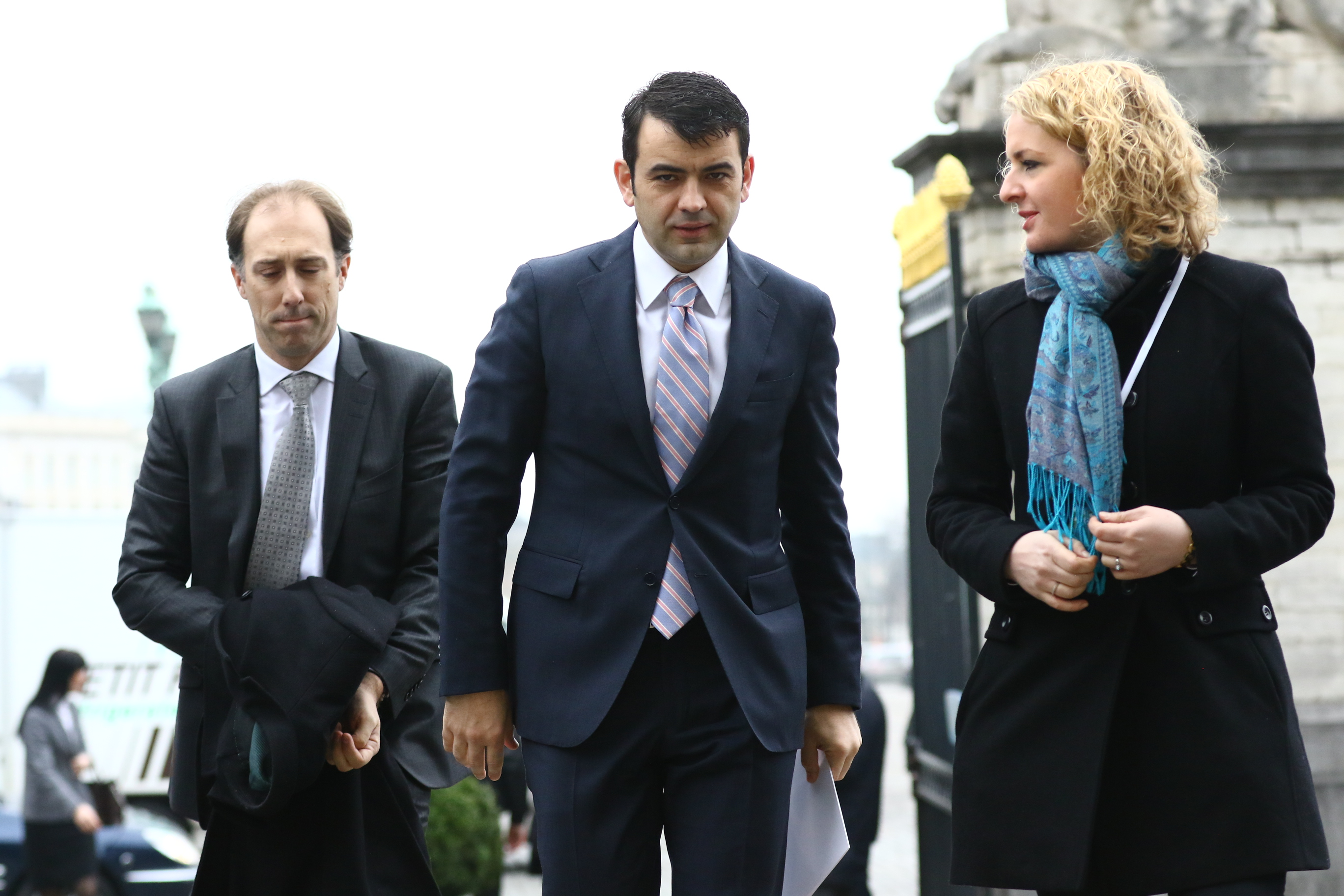
Chiril Gaburici la Bruxelles în martie 2015, la summitul Partidului Popular European

Chiril Gaburici s-a născut pe 23 noiembrie 1976, în satul Logănești, raionul Hîncești, RSS Moldovenească, Uniunea Sovietică. Este licențiat în economie, la Universitatea Slavonă din Chișinău.
În cadrul unei emisiuni de la postul de radio „Vocea Basarabiei”, ex-deputatul liberal-reformator Valeriu Saharneanu a afirmat că Chiril Gaburici se trage dintr-un neam de armeni refugiați în Basarabia împreună cu Emanuel Mîrzoian, cunoscut ca Manuc Bei, proprietarul cunoscutului han din București, unde în anii 1811-1812 au avut loc negocierile ruso-turce pentru stăpânirea Principatelor Române, tratat care a jucat un rol nefast în ruperea în două a Moldovei și la anexarea părții dintre Prut și Nistru la Imperiul Rus.
Din 2008 până în 2012 Chiril Gaburici a fost director al companiei de telefonie mobilă Moldcell (din Republica Moldova), apoi, până în 2014 a fost în funcția de director al companiei de telefonie mobilă Azercell, din Azerbaidjan.

### Viața personală
Chiril Gaburici este căsătorit cu Irina și împreună au doi copii.
El cunoaște limbile română, rusă, engleză și franceză. Este pasionat de chitară și sporturi auto. A participat în curse auto profesioniste și raliuri. Este președintele clubului național de autosport.

### Prim-ministru al Republicii Moldova
La 14 februarie 2015 președintele Republicii Moldova, Nicolae Timofti, a semnat un decret prin care Chiril Gaburici a fost desemnat candidat pentru funcția de prim-ministru. Pe 18 februarie 2015 guvernul format sub conducerea sa, a primit votul de încredere al deputaților din parlament, decizia fiind susținută de 60 de parlamentari. Chiril Gaburici nu este membru de partid. El a ajuns premier fiind susținut de PLDM, PDM și PCRM. Conform acordului Alianței pentru o Moldovă Europeană funcția de prim-ministru i-a fost repartizată PLDM-ului.
Pe 4 iunie 2015 Chiril Gaburici a prezentat raportul de activitate a Guvernului pentru primele 100 de zile.
Peste două zile, în data de 6 iunie, Chiril Gaburici a cerut demisia întregii conduceri a Procuraturii Generale, a Băncii Naționale și a Comisiei Naționale a Pieței Financiare (CNPF) printr-o scrisoare adresată către președintele țării, președintele parlamentului și către toții deputații, făcută publică pe facebook, amenințând că își va da demisia dacă în termen de 100 de zile cerința nu-i este satisfăcută. În motivația cererii se spune că „[...] Moldova este sugrumată de corupție, sistemul financiar al acesteia sângerează. Iar prețul este plătit de fiecare cetățean, mai puțin de către cei vinovați. În urma ședinței de ieri a Comitetului Național pentru Stabilitate Financiară, am realizat că întregul sistem financiar al Republicii Moldova este sub asediu și mai multe instituții financiare sunt în pericol. Guvernul este lipsit de pârghii, iar instituțiile abilitate ezită să soluționeze aceste probleme[...] Nu vreau să privesc pasiv cum grupuri de interese distrug țara. Eu nu negociez cu nimeni bunăstarea și viitorul copiilor noștri.”
La 12 iunie, în cadrul unui briefing de presă, Chiril Gaburici și-a anunțat demisia din funcția de prim-ministru al Republicii Moldova, încheindu-și mandatul la nici patru luni de la numire: „Ieri am spus că voi veni cu declarații și iată-mă în fața cetățenilor. Consider că cetățenii sunt egali în fața legii, cred că un premier ca și fiecare cetățeni trebuie să sprijine o anchetă transparentă. Îmi pare rău că am lăsat atât timp acest subiect cu referire la studiile mele și l-am lăsat ca un instrument al jocurilor politice”. Gaburici a mai adăugat: „Fac un apel către liderii coaliției, vreau să vadă în demisia mea un pas înainte. Îmi doresc ca la baza noului sistem de guvernare să fie pusă lupta cu corupția și continuarea investigațiilor din sistemul bancar. Sper ca demisia mea va însemna apariția unei noi majorități parlamentare”. El a mai adăugat că, pentru a schimba sistemul creat în țară, are nevoie de instrumente suplimentare și de sprijin din partea partidelor politice, de care însă Prim-ministrul nu dispune.
Pe 16 iunie 2015, după aprobarea a circa 70 de proiecte, odată cu Chiril Gaburici, întreg Guvernul Gaburici și-a prezentat cererea de demisie, procedură ce are loc în conformitate cu prevederile din Constituția Republicii Moldova (art. 100, 101 alin. (3), 103), precum și a Legii cu privire la Guvern (art.6), care stipulează că, în caz de demisie a prim-ministrului, întreaga componență a guvernului își prezintă demisia în fața parlamentului. În acceași zi, președintele țării Nicolae Timofti a sesizat Curtea Constituțională pentru a se pronunța asupra situației. Drept urmare, la 17 iunie, Curtea Constituțională a explicat că demisia premierului a intrat în vigoare de la momentul anunțului public (12 iunie) și nu de la data emiterii hotărârii de guvern (16 iunie). Totuși, toate actele adoptate de guvern în data de 16 iunie sunt în vigoare până la momentul în care vor fi contestate la Curte. În același timp, cabinetul Gaburici rămâne a fi în exercițiu până la învestirea unui nou guvern, iar Chiril Gaburici, respectiv, rămânând în calitate de prim-ministru interimar până la desemnarea unui succesor (fie și interimar). Parlamentul a luat act de demisia prim-ministrului și a întregii componențe a cabinetului de miniștri, hotărârea cu privire la demisia guvernului fiind aprobată, cu majoritatea voturilor deputaților. Pe 18 iunie Gaburici a remis o scrisoare oficială Președintelui Republicii Moldova, anunțând și public, că refuză să asigure interimatul funcției de premier. Așa cum Chiril Gaburici a refuzat să asigure interimatul, pe 22 iunie 2015 președintele Nicolae Timofti a desemnat-o pe Natalia Gherman în calitate de prim-ministru interimar.

## Proprietăți
La momentul numirii în funcția de premier, Chiril Gaburici deținea trei case de locuit și un apartament în valoare totală de peste 8 milioane de lei. De asemenea, el este posesorul unui Audi TT și a unei motociclete BMW G 650. Conform Ziarului de Gardă, Chiril Gaburici este fondator a trei firme, cu afaceri în: domeniul auto („Halat Auto” SRL, înregistrată pe 15 aprilie 2011), telecomunicații („M-Docs” SRL, înregistrată în martie 2014) și domeniul agricol („Green Property” SRL, înregistrată pe 18 septembrie 2014). Conform declarației sale de avere, pe parcursul anului 2014, Chiril Gaburici a primit un salariu lunar de peste 50 de mii de dolari în calitate de director general al Azercell. În funcția de premier al Republicii Moldova, el ridică lunar un salariu de peste 11 mii de lei.

## Controverse

### Studii
La sfârșitul lunii februarie 2015, după ce a primit un mesaj anonim cu unele indicii, și, motivați de faptul că în CV-ul oficial al lui Chiril Gaburici nu sunt trecuți anii de studii, ci doar numele instituțiilor, jurnaliștii de la Ziarul de Gardă au efectuat o investigație referitoare la studiile acestuia. Astfel, ei au aflat că după absolvirea gimnaziului, Chiril Gaburici a studiat la Colegiul Republican de Microelectronică și Tehnică de Calcul (CRMTC) din Chișinău, deși el nu indicase asta în CV-ul său oficial. Din afirmațiile vicedirectorului instituției respective reiese că Gaburici a studiat la CRMTC în perioada 1992-1995 și a fost exmatriculat, și că acesta ar fi participat la sesiunea de bacalaureat dar nu i-a fost eliberată diploma de BAC. Ziariștii au mai aflat că Chiril Gaburici a absolvit Universitatea Slavonă în anul 2004, la secția cu frecvență redusă, iar la această instituție a ajuns transferându-se de la Academia de Studii Economice a Moldovei (ASEM), la care se înmatriculase înainte de anul 2000.
Conform aceleiași investigații, în 2009-2011, fiind deja director la Moldcell, la vârsta de 33 de ani, Gaburici și-a făcut masteratul la Universitatea Liberă Internațională din Moldova (ULIM). Ulterior a făcut studii de doctorat la Universitatea Academiei de Științe a Moldovei (UASM), în bază de contract. Acesta a fost înmatriculat la UASM în 2011, la studii cu frecvență redusă, urmând a studia 4 ani, iar 2015 reprezintă ultimul său an de studii.
Într-un răspuns oficial al Guvernului Republicii Moldova la solicitarea de clarificare a situației, se spune (suplimentar datelor de mai sus) că Gaburici a fost admis la ASEM în anul 1995, iar în anul 1998 s-a transferat la Universitatea Slavonă.
Ca urmare a intepelării deputatului liberal Valeriu Munteanu în plenul parlamentului în data de 5 martie, pe 16 martie 2015 Ministerul Educației al Republicii Moldova a informat că:
- Chiril Gaburici a fost înmatriculat la Colegiul Republican de Microelectronică și Tehnică de Calcul pe 10 august 1992 și exmatriculat din propria dorință pe 22 septembrie 1995
- Chiril Gaburici nu deține diplomă de bacalaureat
- Chiril Gaburici a fost înmatriculat la ASEM pe 8 august 1995, la specialitatea Relații Economice Internaționale, studii cu finanțare din bugetul de stat, și a fost exmatriculat pe 11 decebrie 1997 pe motiv că ar fi plecat la muncă peste hotare și nu a frecventat orele
- Pe 20 septembrie 2000, Chiril Gaburici a fost restabilit la studii cu frecvență redusă la Universitatea Slavonă, în anul III, specialitatea Marketing și Management, cu condiția susținerii diferențelor de program. A absolvit Universitatea Slavonă în anul 2004.[29][30][31]

În urma unei noi interpelări a deputatului Valeriu Munteanu cu o cerere de clarificări suplimentare, pe 19 martie 2015, ministrul educației, Maia Sandu, a apărut în plenul parlamentului în fața deputaților, unde a precizat că, în cadrul sesiunii de bacalaureat din 1995, Chiril Gaburici a promovat 3 examene de BAC, iar la ultimile două nu s-a prezentat. La ASEM Chiril Gaburici a fost înmatriculat în baza atestatului de studii medii de cultură generală. Ulterior a fost înmatriculat în anul III la Universitatea Slavonă la studii cu frecvență redusă, cu condiția susținerii diferențelor de program. Inspectoratul General al Poliției (IGP) s-a autosesizat referitor la acest caz și la 27 martie, sub bănuiala unei posibile falsificări a diplomei de studii medii de cultură generală a lui Chiril Gaburici, a ridicat toate actele sale,  deschizând un dosar penal pe acest caz. Cu ocazia altor apariții în fața presei în următoarea perioadă Chiril Gaburici a refuzat să răspundă la întrebări ale jurnaliștilor referitoare la diploma în baza căreia a acces la facultate, invocând ancheta poliției. În urma unei interpelări la Procuratura Generală a deputatului liberal Valeriu Munteanu, din documentele emise de aceasta s-a aflat că Chiril Gaburici a fost admis la ASEM în baza unei diplome de 11 clase, eliberată de Gimnaziul nr.8 din Chișinău, care a devenit, în urma reorganizării din anul 2000, Liceul Teoretic „Ștefan cel Mare”. Însă, dintr-o serie de reportaje ale jurnaliștilor care au mers la această instituție de învățământ, directorul liceului, profesorii, dar și absolvenții promoției din anul în care ar fi absolvit Gaburici spun că nu a existat un astfel de elev în liceul lor, fapt confirmat și de registrele școlii din acea perioadă, în care Chiril Gaburici nu figurează. În plus, pe ștampila de pe diplomă este scris gimnaziul “Ștefan cel Mare”, iar această instituție se numea atunci, în 1994, „școala nr. 63”, fapt ce indică că ștampilă și diploma sunt false.

### Integritate
Încă de la învestirea în funcție, Chiril Gaburici a numit-o în funcție de consilier principal de stat pe Steluța Andreeva, care anterior a fost administratoarea a trei companii fondate de el. În acest sens, deputatul liberal Valeriu Munteanu făcuse o sesizare în adresa Comisiei Naționale de Integritate pentru a se verifica dacă nu există conflict de interese între cei doi. Membrii CNI au respins sesizarea și au decis că nu există conflict de interese, argumentând că, conflictul de interese presupune o relație de rudenie sau o relație politică.
Tot pe 25 februarie Chiril Gaburici l-a numit în funcția de director general al Biroului Relații Interetnice pe Oleg Babenco, care este președintele Consiliului de Fondatori al Universității Slavone și din 1997 până în 2001 a deținut funcția de rector al Universității Slavone, perioadă în care acolo și-a făcut studiile Chiril Gaburici. Numirea lui Babenco în această funcție a fost contestată și criticată dur de același deputat liberal Valeriu Munteanu, care declara atunci că „Babenco nu poate ocupa o funcție, unde s-ar ocupa de armonia dintre etniile din Republica Moldova pentru că a dat dovadă de șovinism, agresându-l în 2011, pe activistul civic Oleg Brega, când acesta i-a cerut să i se adreseze în limba română. Universitatea Slavonă este un focar al șovinismului imperial rus, unde s-a creat așa zisul „drapel” al Republicii Moldova, ce „ar trebui” să înlocuiască Tricolorul. Numirea lui Babenco este o gravă insultă la adresa românilor basarabeni”. A doua zi, pe 26 februarie, Oleg Babenco și-a dat demisia din propria dorință.
La mijlocul lunii martie, în funcția de consilier pe finanțe al lui Chiril Gaburici a fost numit Natan Garștea, care este finul său. În subordinea lui Gaburici mai este un alt fin al său, Eduard Bănăruc, care, însă, se afla de mai mult timp în funcția de secretar general adjunct al guvernului. În 2013, Bănăruc, a fost audiat într-un dosar de corupție, iar în urma perchezițiilor de la guvern, ofițerii CNA au găsit în biroul său peste 40 de mii de dolari, 1.500 de euro și aproape 25 de mii de lei. Atunci, Bănăruc declara că nu este vinovat și că va ataca CNA în instanța de judecată pentru denigrare.

### Declarații privindProtestele de la Chișinău din 2009
Despre faptul că la 7 aprilie 2009 a fost întrerupt internetul în rețelele de comunicare, Gaburici a afirmat imediat după investirea sa ca prim-ministru că „Nu a fost deconectată rețeaua (Moldcell). Nu a fost stopată. Rețeaua a funcționat. Atunci când este suprasolicitată se înregistrează anumite pene în rețea”. Cu toate acestea Raportul Comisiei parlamentare de anchetă privind evenimentele din aprilie 2009 precizează că Moldcell și-a a suspendat serviciile sale în mod intenționat.